# Pfafflar
Pfafflar – gmina w Austrii, w kraju związkowym Tyrol, w powiecie Reutte. Liczy 110 mieszkańców (1 stycznia 2015).